# Lumsden Cummings
Lumsden Cummings, kanadski letalski častnik, vojaški pilot in letalski as, * 20. julij 1896, Ottawa, Ontario, Kanada, † 21. december 1955, Toronto, Ontario, Kanada.
Stotnik Cummings je v svoji vojaški službi dosegel 5 zračnih zmag.

## Življenjepis
Oktobra 1915 je vstopil v Kraljevi letalski korpus. Ko je poleti 1917 končal usposabljanje, je bil avgusta istega leta dodeljen 1. eskadronu. Do konca leta je sestrelil 5 sovražnikovih letal s svojim Nieuport Scouts.